# Сизар, Сид
Айзак Сидни «Сид» Сизар (англ. Isaac Sidney «Sid» Caesar, 8 сентября 1922 — 12 февраля 2014) — американский комедийный актёр и сценарист. Родился в Йонкерсе, в семье еврейских эмигрантов из Польши и России. В юности увлекался музыкой, изучал игру на саксофоне и кларнете в Джульярдской школе. В годы Второй мировой войны Сизар служил в Береговой охране США, где благодаря своему комедийному таланту стал участвовать в развлекательных шоу для солдат. После окончания службы он был задействован в различных варьете-шоу в ночных клубах Нью-Йорка, а вскоре попал на Бродвей. Наибольшую известность Сизару принесло участие в популярном телевизионном варьете-шоу начала 1950-х годов «Представление представлений», а также в его преемнике — шоу «Час Сизара». За 60 лет своей карьеры на телевидении актёр 11 раз выдвигался на премию «Эмми» и дважды становился её лауреатом. Помимо этого, у него были роли и на большом экране, в таких фильмах, как «Этот безумный, безумный, безумный, безумный мир» (1963), «Аэропорт 1975» (1974), «Немое кино» (1976), «Бриолин» (1978) и «Всемирная история, часть первая» (1981). Его вклад в телевидение США отмечен звездой на Голливудской аллее славы.